# Зеленодольское (Калининградская область)
Зеленодольское (устар. нем. Preußisch Bahnau) — поселок в составе муниципального образования Мамоновского городского округа Калининградской области.

## География
Посёлок Зеленодольское расположен на юго-западе области, в 3 км к западу от города Мамонова, ниже по течению реки именем Мамоновка.

## История
Населенный пункт расположен на территории исторической области древней Пруссии под названием Вармия. Впервые поселение упоминается в 1311 году как деревня Бано.
С 1874 по 1945 год населённый пункт относился к уезду (Amtsbezirk) Карбен района (Landkreis) Хайлигенбайль административного округа Кёнигсберг провинции Восточная Пруссия.
По итогам Второй Мировой войны северная часть Восточной Пруссии (ныне Калининградская область) была передана в состав СССР, в том числе населённый пункт Пройсиш Банау.
В 1947 году Пройсиш Банау был переименован в поселок Зеленодольное.

## Население
В 1910 году в Пройсиш-Банау проживало 291 человек, в 1933 году — 481 человек, в 1939 году — 429 человек.
| 2002 | 2010 |
| ---- | ---- |
| 45   | ↘30  |